# 牽星法
牽星法(Star hopping)是業餘天文學常用於在黑暗的天空中定位天體的一種技術。它可以取代或與定位圈結合在一起使用。

## 問題的產生
許多令人感興趣的天體場因為光度暗淡而不能以裸眼看見。望遠鏡或雙筒望遠鏡雖然可以收集更多的光線，使暗淡的天體可以被看見，但是因為視野較小，引發了在天空中確認方位的問題。 
雙筒望遠鏡的視野很少會超過8度，而業餘的典型天文望遠鏡視野取決於使用的放大倍數，在本質上都小於1度。許多天體都需要使用高倍率觀測，無可避免的會使視野更加狹窄。

## 技術
牽星法使用亮星作指標來尋找暗天體，知道亮星和目標天體的相對位置之間的關係是不可少的。先在星圖上規劃好目標天體的導引星，觀測者先用尋星鏡、反射視線或以用於觀測的儀器使用較低的倍數找到一顆或多顆的亮星，然後使用十字線或角距離，依據星圖上的恆星在天空中的模式將儀器一點一點的逐漸移動，直到找到目標。
使用配備赤道儀並正確調整好的望遠鏡，觀測者可以遵循星圖上的赤道座標系統，跳過或沿著赤經或赤緯線，從已知的天體發現目標。這就是使用定位圈的方法。
一旦目標位於儀器視野的中心，就可以使用更高的倍率進行觀測。

## 例子

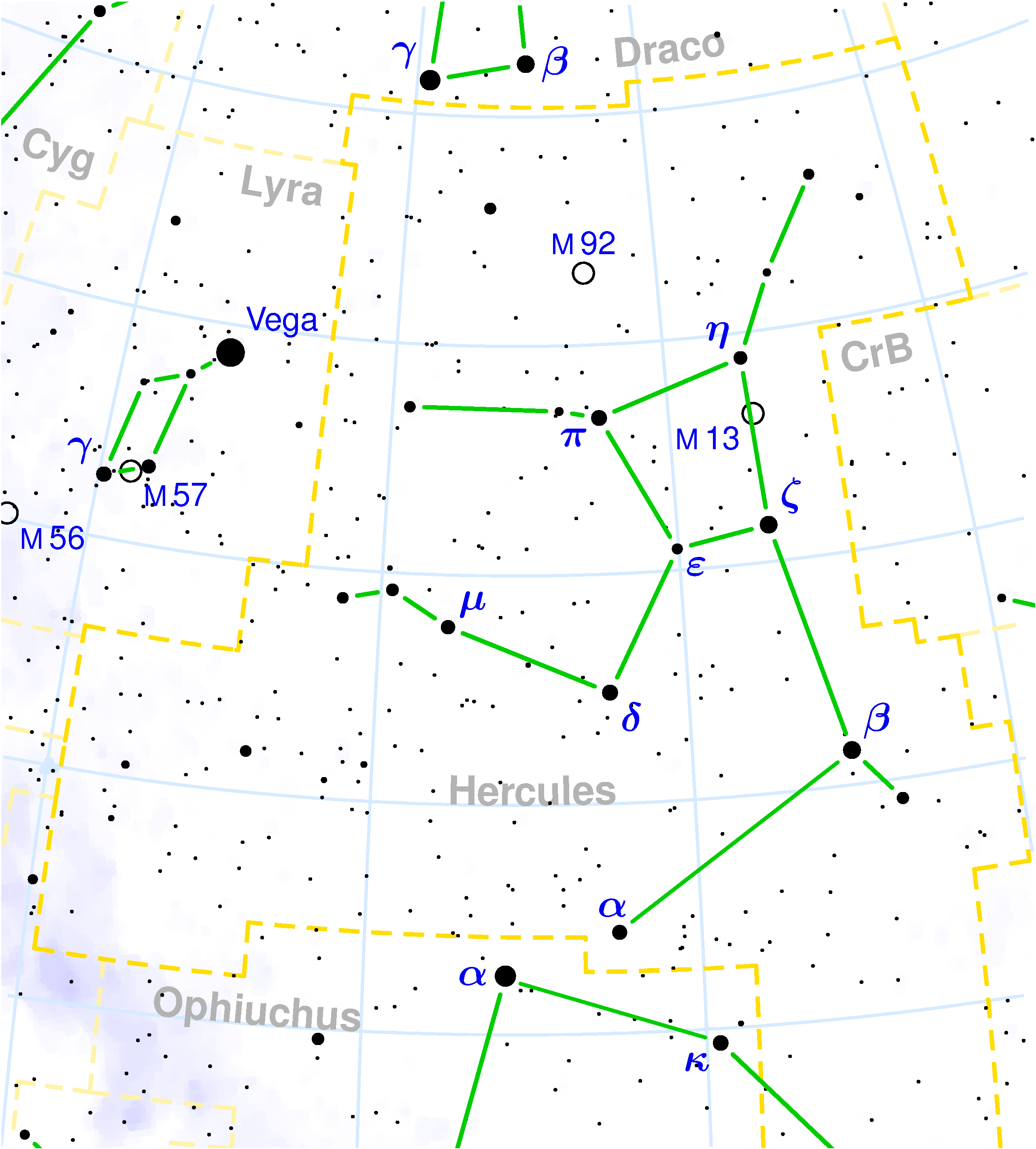
顯示武仙座的星圖。

使用牽星法的一個簡單例子就是尋找M13，這是在武仙座的一個球狀星團，它的光度暗淡，在大多數的情況下裸眼是看不見它的。如同星圖上所顯示，M13介於天紀二(武仙座ζ)和斗增一(武仙座η)這兩顆恆星的連線之間。使用牽星法時，觀測者可以先目視找到這兩顆星，然後使用儀器(雙筒望遠鏡)對準離天紀二(ζ)三分之二或斗增一(η)三分之一的地方，就可以看見M13。使用天文望遠鏡的赤道儀則可以從斗增一(η)降低赤緯值來找到M13。

## 外部連結
- An interactive guide to Star hopping （页面存档备份，存于）
- Star hopping guide （页面存档备份，存于）